# Lubinica
Lubinica – struga w zachodniej Polsce, na Pojezierzu Lubuskim, lewy dopływ  Gniłej Obry.

## Opis przebiegu
Wypływa z jeziora Lubinieckiego, przepływa przez Wityń, Szczaniec i uchodzi do Gniłej Obry. Według danych Wojewódzkiego Inspektoratu Ochrony Środowiska w Zielonej Górze, Lubinica jako struga, która wypływa z bardzo zanieczyszczonego jeziora Lubinieckiego, jest głównym powodem słabej jakości wód Gniłej Obry.